# De Zaak Menten (televisieserie)
De Zaak Menten is een Nederlandse dramaserie over de Zaak-Menten, gebaseerd op het verhaal van journalist Hans Knoop. De driedelige serie werd uitgezonden door Omroep MAX. Regisseur Tim Oliehoek ontving voor de dramaserie een Gouden Kalf in de categorie beste televisiedrama.

## Verhaal
Hoofdredacteur Hans Knoop van het weekblad Accent krijgt in de jaren zeventig een telefoontje met de vraag waarom kunsthandelaar Pieter Menten nog vrij rondloopt. Menten blijkt tijdens de Tweede Wereldoorlog in Polen als SS'er gruwelijke misdaden te hebben begaan. Wanneer Knoop hierover een artikel publiceert komt de Zaak-Menten aan het rollen, met grote gevolgen voor zowel Menten als Knoop.

## Rolverdeling
| Acteur            | Personage             |
| ----------------- | --------------------- |
| Guy Clemens       | Hans Knoop            |
| Aus Greidanus sr. | Pieter Menten         |
| Camilla Meurer    | Elizabeth Menten      |
| Noortje Herlaar   | Betty Knoop           |
| Carine Crutzen    | Meta Menten           |
| Arian Foppen      | jonge Pieter Menten   |
| Vincent Linthorst | Henk Demeester        |
| Porgy Franssen    | Eduard Groen Borghart |
| Rein Hofman       | Gijs Jongstra         |
| Hans Croiset      | Dirk Menten           |
| Julien Croiset    | jonge Dirk Menten     |

## Afleveringen
| Aflevering   | Datum            |
| ------------ | ---------------- |
| Aflevering 1 | 23 november 2016 |
| Aflevering 2 | 30 november 2016 |
| Aflevering 3 | 7 december 2016  |